# Inés de Alemania

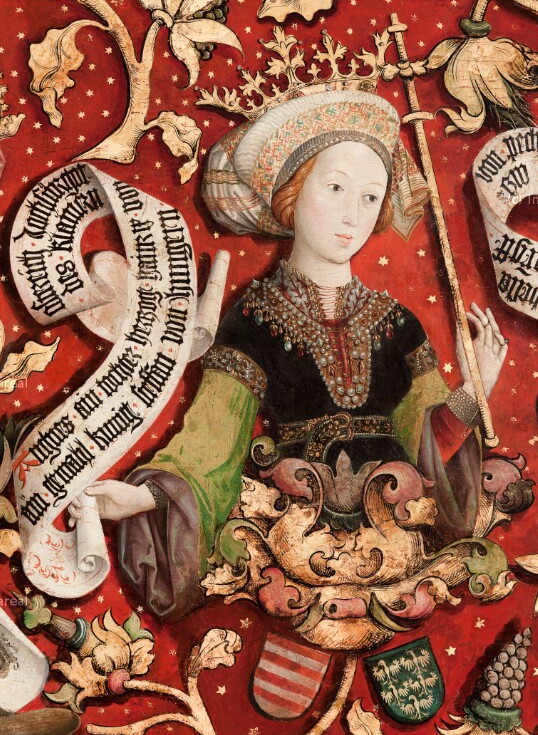
Margravina Inés, esposa de Leopoldo III e hija del emperador Enrique IV (imagen del árbol genealógico de los Babenberg, Obra Patronal del monasterio de Klosterneuburg).

Inés de Alemania o Inés de Waiblingen (también conocida como Agnes de Alemania, Agnes de Poitou y Agnes de Saarbrücken) (1072-Klosterneuburg, 24 de septiembre de 1143) era hija del emperador Enrique IV y de Bertha de Saboya. Sus abuelos maternos fueron Otón, Conde de Saboya, Aosta y Moriana y Adelaida, marquesa de Turín y Susa.

## Vida
Inés se casó en 1089 con Federico I, duque de Suabia. Tuvieron varios hijos e hijas, entre los que se cuentan Federico II de Suabia (padre del emperador Federico I Barbarroja) y Conrado III.
Tras la muerte de Federico antes del 21 de julio de 1105, Inés se casó en segundas nupcias con Leopoldo III, margrave de Austria. Leopoldo era hijo del margrave Leopoldo II y de Ida de Formbach-Ratelnberg. Según la leyenda, un velo perdido por Inés, y encontrado por Leopoldo años después durante una cacería, lo inspiró para fundar el monasterio de Klosterneuburg.

## Descendencia
Inés tuvo mucha descendencia.
- De su primer  matrimonio con Federico I de Suabia:
  - Heilica (1088-1110), esposa de Federico de Lengenfeld (muerto en 1119);
  - Bertha (1089-1120), esposa de Adalberto de Elchingen, conde de Ravenstein (1075-1120);
  - Federico II duque de Suabia (1090-1147), padre de Federico I Barbarroja;
  - Hildegarda
  - Conrado III duque de Suabia (1093-1152), «rey de Romanos» en 1138;
  - Gisela
  - Enrique (1096-1105), muerto en la infancia;
  - Beatriz (1098-1130).
  - Cunegunda (1100-1120/1126), esposa de Enrique de Baviera (1100 a 1139);
  - Riquilda (1100-?), esposa de Hugo de Roucy;
  - Gertrudis (?-1191), esposa de German de Stahleck.

- De su segundo  matrimonio con Leopoldo III:
  - Leopoldo IV, duque de Baviera (1108-1141);
  - Enrique II Jasomirgott, duque de Austria (1107-1177);
  - Berta, casada con Enrique III, burgrave de Ratisbona;
  - Inés (1111-1157), casada en 1125 con Vladislao II el Desterrado, Gran Duque de Polonia desde 1138 a 1146. Se dice que Inés era "una de las más famosas bellezas de su tiempo";
  - Ernesto.
  - Otón de Freising (1114-1158), obispo y biógrafo de su sobrino Federico I Barbarroja;
  - Conrado, obispo de Passau y arzobispo de Salzburgo;
  - Isabel, casada con Hermann II de Winzenburg;
  - Judit (1110/1120-1168), casada en 1133 con Guillermo V de Montferrato. Sus hijos formaron una importante familia de cruzados;
  - Gertrudis, casada con el rey Ladislao II de Bohemia;

De acuerdo con la Continuación de las crónicas de Klosterneuburg, podría haber tenido otros siete hijos (posiblemente de partos múltiples), que murieron al nacer o en los primeros años de vida.